# Kristina Train
Kristina Train (nacida en ciudad de Nueva York el 17 de enero de 1982 como Kristina Beaty) es una cantante, compositora y música estadounidense que vive en Londres (Reino Unido) desde 2010. Su música combina influencias del country, soul, góspel, blues, folk y jazz.
Kristina nació en la ciudad de Nueva York y creció en Savannah (Georgia), donde ella y su madre se mudaron cuando tenía 11 años.  Es de herencia noruega, italiana e irlandesa. A los cuatro años, comenzó a estudiar violín clásico. Cantaba en coros de la iglesia y la escuela. En 1999, se unió al grupo de soul The Looters, a menudo apoyando a la vocalista Rosa King en la gira.
En 2001, Train presentó un escaparate en la ciudad de Nueva York para Blue Note Records. Los ejecutivos Bruce Lundvall y Arif Mardin invitaron posteriormente a Train a firmar con Blue Note. Train salió de la escuela para dedicarse a la música a tiempo completo, se mudó a Nueva York y firmó con Blue Note